# 아라이마치역
아라이마치역(일본어: 新居町駅 아라이마치에키[*])은 일본 시즈오카현 고사이시에 있는 도카이 여객철도의 철도역이다.

## 역 구조
2면 3선 구조의 지상역이다. 1번선이 단식이다. 두 승강장은 구름다리로 이어져 있다.
와시즈역이 관리하는 업무 위탁역으로, 영업은 도카이 교통 사업이 대신 하고 있다.

### 승강장
| 1·2 | ■ 도카이도 본선 | 도요하시 · 나고야 방면   |
| 3   | ■ 도카이도 본선 | 하마마쓰 · 시즈오카 방면 |

## 역세권 정보
- 하마나호
- 국도 제1호선

## 역사
- 1915년 1월 10일 - 일본국유철도 도카이도 본선 벤텐지마 역 ~ 와시즈 역 사이에 신설 개업.
- 1987년 4월 1일 - 민영화에 따라 도카이 여객철도의 소속이 되었다.
- 2008년 3월 1일 - TOICA의 사용이 개시되었다.

## 인접역
| 도카이 여객철도 도카이도 본선   | 도카이 여객철도 도카이도 본선 | 도카이 여객철도 도카이도 본선 |
| ------------------------------- | ----------------------------- | ----------------------------- |
| 벤텐지마 하마마쓰·시즈오카 방면 | ■ 도카이도 본선               | 와시즈 도요하시·나고야 방면   |